# Ingenieurkorps
Als Ingenieurkorps oder Geniekorps bezeichnete man ab dem 18. Jahrhundert bautechnische militärische Verbände. Ursprünglich entwickelten sich Ingenieurkorps im Festungskrieg in den republikanischen Niederlanden. Sie wurden im Königreich Frankreich entscheidend entwickelt und in anderen europäischen frühneuzeitlichen Staaten ausgebaut. Ingenieurkorps waren Vorläufer der modernen Pioniertruppe.

## Preußen
Der Große Kurfürst richtete als erster ein Ingenieurkorps ein, das für die preußische Landesaufnahme zuständig war. Es handelte sich dabei um Fachleute (Handwerker), die dem Militär ihr Wissen zulieferten. Das Ingenieurkorps war Teil des Generalquartiermeisterstabs. Der Generalquartiermeister muss deshalb als leitender Ingenieur gelten. Als erster Chef der Ingenieure wird der Generalquartiermeister Philip de Chiese genannt. Das preußische Ingenieurkorps wurde jedoch offiziell erst unter Friedrich Wilhelm I. militärisch institutionalisiert. Eine erste Rangliste stammt aus dem Jahr 1728. Sie enthält neben bürgerlichen Namen auch Zuwanderer aus Italien, den Niederlanden und französische Glaubensflüchtlinge (Réfugiés).
Um die künftigen Ingenieuroffiziere militärisch-technisch umfassend zu qualifizieren, bestand von 1788 bis 1806 die Ingenieurakademie der preußischen Armee in Potsdam.
In der neupreußischen Armee des 19. Jahrhunderts bildete das Ingenieurkorps diejenigen Organisationen, die dem Chef des Ingenieur- und Pionierkorps und Generalinspekteur der Festungen unterstellt waren: das Ingenieurkomitee, die Inspektion der Militärtelegraphie, die vier Ingenieur- und zwei Pionierinspektionen. Ingenieurinspekteure leiteten den Ingenieurdienst in den Festungen. Ihnen waren die zehn Festungs-Inspektionen und diesen die Fortifikationsbehörden in den Festungen unterstellt, an deren Spitze je ein Ingenieuroffizier mit einer Anzahl Ingenieuroffizieren stand. Die Ingenieuroffiziere bildeten vier Offizierkorps nach ihren Inspektionen. Die Pionieroffiziere gehörten zu ihren Bataillonen und trugen deren Nummer. Ingenieur- und Pionieroffiziere bildeten demnach zwei getrennte Offizierkorps, die sich jedoch ergänzten, da nur die Pionierbataillone Offiziernachwuchs ausbilden konnten, wie bei der Feld- und Fußartillerie. Die außerhalb der Etats dieser Korps, z. B. beim Ingenieurkomitee, verwendeten Offiziere wurden à la suite einer Ingenieurinspektion oder eines Pionierbataillons geführt.

### Leitende Ingenieure
- Philip de Chiese († 1673), Generalmajor, Oberdirektor der Festungen
- 1673 Joachim Ernst Bläsendorf (1640–1677), Generalquartiermeister
- 1677 Johann Bernhard ScheitherDenkmal vor dem Bayrischen Armeemuseum (Reduit Tilly) in Ingolstadt

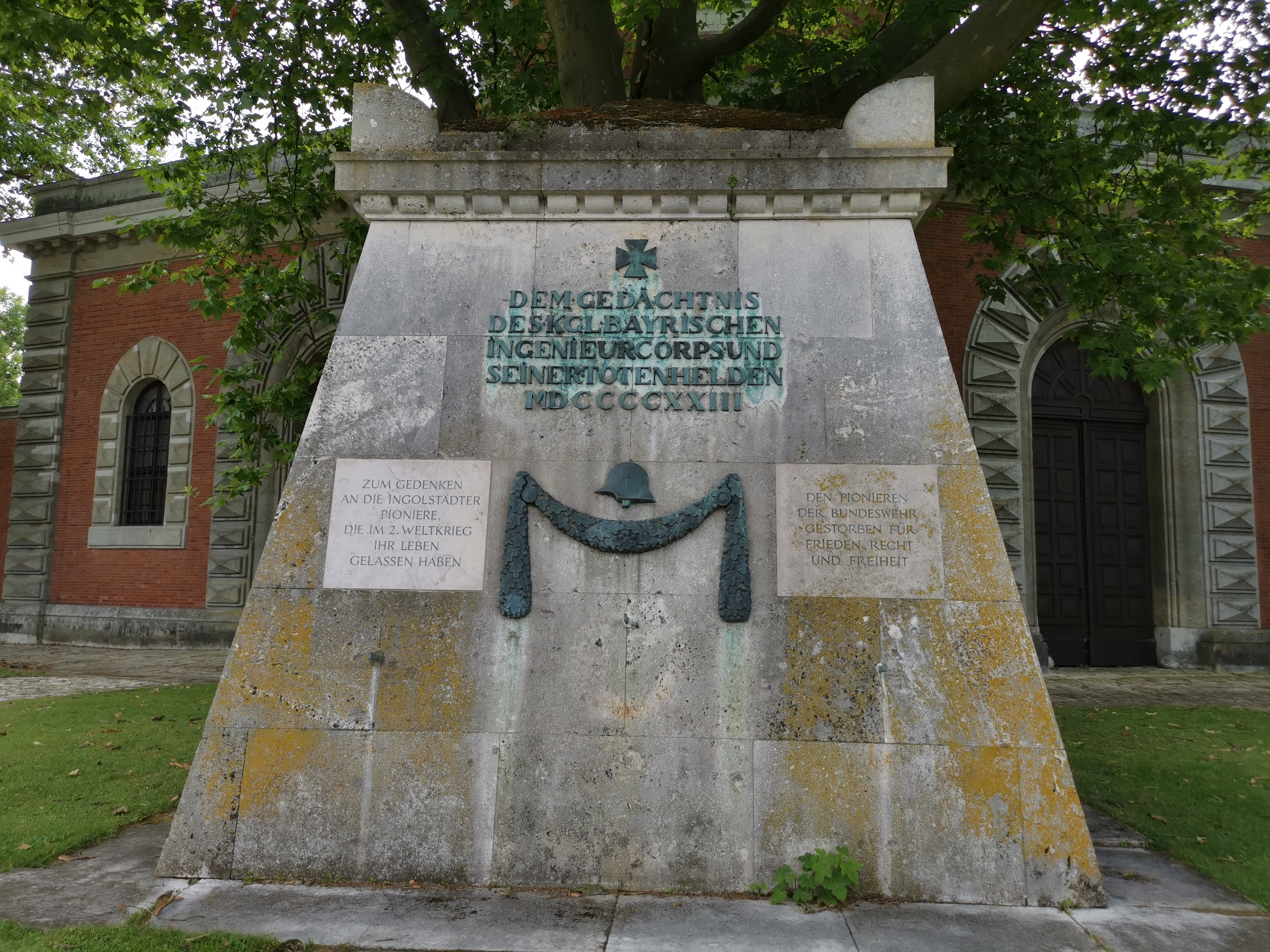
Denkmal vor dem Bayrischen Armeemuseum (Reduit Tilly) in Ingolstadt

- Johan de Corbin, erbaute die Zitadelle Wesel
- 1682 Etienne Margace, Generalquartiermeister
- 1686 Charles du Puy de l’Espinasse, Generalquartiermeister, Chef der Mineure
- 1689 Pollet, Generalquartiermeister
- Jean Louis Cayart (1645–1702), Oberst
- Chevaillier († 1704 bei der Belagerung von Landau)
- 1706 Johann Friedrich Eosander von Göthe (1669–1728), Generalquartiermeister
- Stephan du Trossel (1657–1714), Generalmajor, Chef eines Infanterieregiments
- 1705 Jean de Bodt (1670–1745), Generalmajor
- 1707 Peter von Montargues (1660–1733), Generalmajor

### Chefs des Ingenieurkorps 1728–1916
Das Königlich preußische Ingenieurkorps wurde 1728 gegründet. Der Dienstsitz war in Potsdam. Friedrich II. ließ dem Ingenieurkorps kaum freie Hand. Erst in der Regierungszeit Friedrich Wilhelm II. wuchs die Bedeutung des Chefs des Ingenieurkorps.
- 1728: Gerhard Cornelius von Walrave (1692–1773), Generalmajor
- 1748: Philipp Loth von Seers (1695–1767), Generalmajor
- 1757: Johann Friedrich von Balbi (1700–1779), Ingenieur-Oberst
- 1779: Ludwig Wilhelm von Regler (1726–1792), Generalmajor und Reformer des preußischen Ingenieurwesens
- 1792: Madeleine Graf d’Heintze (1729–1810), Generalmajor
- 1796: Levin von Geusau (1734–1808), Generalleutnant
- 1808: August Neidhardt von Gneisenau (1760–1831), Generalfeldmarschall und Heeresreformer
- 1810: Gerhard von Scharnhorst (1755–1813), Generalleutnant und Kopf der Heeresreform
- 1813: Gustav von Rauch (1774–1841), General der Infanterie und Kriegsminister
- 1837: Ernst Ludwig von Aster (1778–1855), General der Infanterie
- 1849: Leopold von Brese-Winiary (1787–1878), General der Infanterie
- 1860: Wilhelm von Radziwill (1797–1870), General der Infanterie
- 1866: Ludwig von Wasserschleben (1798–1867), Generalleutnant/General der Infanterie
- 1867: Georg von Kameke (1817–1893), Generalleutnant
- 1873: Hans Alexis von Biehler (1818–1886), General der Infanterie
- 1884: Karl von Brandenstein (1831–1886), General der Infanterie
- 1886: Gustav von Stiehle (1823–1899), General der Infanterie
- 1888: Gustav Adolf von Golz (1833–1908), General der Infanterie
- 1897: Maximilian Vogel von Falckenstein (1839–1917), General der Infanterie
- 1898: Colmar von der Goltz (1843–1916), General der Infanterie
- 1902: Julius Wagner (1842–1904), General der Infanterie
- 1904: Hans von Beseler (1850–1921), General der Infanterie
- 1911: Bruno Mudra (1851–1931), General der Infanterie
- 1913: Eberhard von Claer (1856–1945), General der Infanterie

## Sachsen
Graf Wackerbarth war seit 1702 Chef der sächsischen Ingenieuroffiziere und löste diese 1712 aus dem Artilleriecorps heraus und formierte somit das erste eigenständige Ingenieurcorps in Deutschland. Die Befehlshaber des Ingenieurcorps standen bis 1745 zugleich an der Spitze des zivilen Oberbauamtes. Ingenieuroffiziere wirkten in Friedenszeiten im Wasserbau einschließlich Melioration, im Wege- und Brückenbau, in der Geodäsie und Kartographie. Ebenso waren sie bei der Landesvermessung und in vielen Bereichen der Infrastruktur- und Regionalentwicklung beteiligt. Im Dezember 1743 nahm die Ingenieurakademie zu Dresden in der Neustädter Kaserne den Lehrbetrieb auf – mit den Fächern Mathematik, Festungsbau, Geodäsie, Geographie, Zivilbau, Mechanik und Maschinenkunde.

## Bekannte Ingenieuroffiziere anderer Staaten
- Henri-Gratien Bertrand (1773–1844), französischer Divisionsgeneral und Vertrauter Napoleons auf St. Helena
- John Fox Burgoyne (1782–1871), britischer Feldmarschall und Kommandant des Towers
- Johann Gabriel von Chasteler (1763–1825), österreichischer Feldmarschallleutnant
- Alfred Freiherr von Henikstein (1810–1882), österreichischer Feldmarschallleutnant und der ranghöchste Offizier mit jüdischen Wurzeln in der österreichischen Geschichte
- Hermenegild von Francesconi (1795–1862), späterer österreichischer Eisenbahningenieur
- Joachim Daniel von Jauch (1688–1754), Kurfürstlich-Sächsischer Generalmajor, Königlich-Polnischer Oberst, Direktor des sächsischen Bauamtes in Warschau, Barockarchitekt und Baumeister Augusts des Starken
- Horatio Herbert Kitchener (1850–1916), britischer Feldmarschall und Politiker
- Jan Pawel Lelewel (1796–1847), Oberstleutnant, polnischer Freiheitskämpfer, Baumeister der Festung Zamość, als Emigrant Architekt und Chefingenieur der Berner Direktion für den Brücken- und Strassenbau
- Johann Christoph von Naumann (1664–1742), Kurfürstlich-Sächsischer Oberst, Generalinspekteur der sächsischen Landesfestungen, Begründer der modernen Baupolizei in Sachsen, Barockarchitekt, Erbauer von Schloss Hubertusburg bei Oschatz
- Adolphe Niel (1802–1869), Marschall von Frankreich, französischer Kriegsminister
- Nikolai Nikolajewitsch Romanow (1831–1891), russischer Ingenieurgeneral, Oberkommandeur sämtlicher Garden und des Petersburger Militärbezirks sowie Präsident des obersten Komitees für Organisation und Ausbildung der Truppen
- Gustav Schleicher (1823–1879), deutsch-amerikanischer Ingenieur, Unternehmer, Rechtsanwalt und Politiker, Captain im Ingenieurkorps der Konföderierten Armee
- Felix von Stregen (1782–1854), österreichischer Feldmarschallleutnant, leitete im Auftrag Erzherzog Johanns die erste Trassierung der Semmeringbahn
- Johann Gottfried Tulla (1770–1828), badischer Ingenieur und Offizier, der die Rheinbegradigung initiierte
- Simon François Gay de Vernon (1760–1822), französischer Pionier-Offizier, Baron d’Empire, Professor für Festungsbau an der École Polytechnique